# Teniente Dan Taylor
El Teniente Daniel Taylor, más conocido como el Teniente Dan, es un personaje ficticio de la novela de Winston Groom Forrest Gump, que se adaptó posteriormente al cine en 1994 bajo el mismo título (Forrest Gump), dirigida por Robert Zemeckis, consiguiendo varios premios.
Al igual que el personaje de Forrest, el Teniente Dan también aparece en la segunda parte de la novela de Groom, Gump & Co..
En la película, el personaje del Teniente Dan es interpretado por Gary Sinise, quien fue nominado al Óscar al mejor actor de reparto.

## Historia
El Teniente Dan Taylor es el oficial al mando del 4º Pelotón destinado en Vietnam durante la guerra. Es un personaje con una larga tradición militar, en la cual sus antepasados lucharon y murieron en todas las guerras. Debido a esto, el Teniente Dan sentía que tenía algo que demostrar.
Siempre andaba en marcha con su pelotón, recorriendo la selva de Vietnam, deteniéndose en el camino a cada momento por culpa de piedras o matorrales que le daban mala espina, y le hacían pensar que se trataban de algún enemigo.
Insistía a sus hombres que tenían que mantener los pies secos, que debían cuidarlos.
Durante un ataque, el teniente Dan ordenó retroceder a sus hombres mientras pedía refuerzos. Forrest, quien volvió después de ponerse a salvo para rescatar a los soldados heridos, encontró al teniente herido, que seguía intentando pedir refuerzos. Forrest lo salvó de una muerte segura en medio de la selva. Sin embargo, el teniente, disgustado por el gesto de Gump, ordenó a éste que lo dejara allí, ya que no quería abandonar a sus hombres, e insistía en que ese era su destino. Forrest hizo oídos sordos y lo puso a salvo junto con los otros soldados que había rescatado previamente.
Al teniente Dan le amputaron ambas piernas debido a las graves heridas. Encamado en el hospital, el teniente se sentía deprimido y lleno de rabia, y no quería hablar con nadie, ni siquiera con Forrest, quien estaba recuperándose de su herida del trasero en la cama de al lado. Acusaba a Forrest de quitarle el destino de morir en el campo de batalla con honor. Deseó haber muerto junto con sus soldados y detestaba la idea de verse como un monstruo.
Tiempo después, el teniente Dan reaparece, desaliñado, con el pelo largo y sucio, en silla de ruedas. Vivía en un hotel y bebía mucho alcohol. En 1972, el teniente Dan y Forrest pasaron juntos las navidades. Habló sobre su descontento con Dios, y se quejaba del centro de veteranos.
Forrest le contó su plan de hacerse capitán de un barco pesquero. Tras reírse del plan de Forrest, el teniente le prometió a éste que si conseguía hacerse capitán de barco, él mismo sería el primer oficial.
Después de la fiesta de fin de año, el teniente Dan y Forrest vuelven a la habitación de hotel donde se hospedaban, acompañados de dos chicas. Una de ellas, insulta a Forrest, provocando que el teniente Dan saltara en su defensa, echándolas de la habitación. A él tampoco le gustaba que lo llamaran inválido.
Cuando Forrest cumplió la promesa que le hizo a su amigo Bubba (comprar un barco y dedicarse a la pesca de gambas), el teniente Dan apareció en Bayou La Batre, donde Forrest faenaba en su nuevo barco. Cumplió su promesa y pescaron juntos. Sin embargo, al principio no tuvieron mucha suerte. Forrest iba a la iglesia a rezar, y a veces el teniente Dan también acudía.
Un día, debido al huracán Carmen, el barco de Forrest (al que llamó Jenny) se convirtió en el único barco que faenaba en Bayou La Batre. Pescaron mucho y ganaron mucho dinero con las gambas. Ampliaron su flota con doce barcos más, y fundaron la compañía Bubba Gump. En ese momento, el teniente Dan pareció haber hecho las paces con Dios.
Después de que Forrest volviera a su hogar en Alabama, el teniente Dan invirtió el dinero de Bubba Gump en acciones de Apple.
En la boda de Forrest, un renovado teniente Dan, junto con su prometida Susanne, reaparece. Trajeado, con un corte de pelo nuevo, un aspecto mejorado, y caminando gracias a unas piernas ortopédicas de aleación de titanio.